# Arco (Idaho)
Arco è una città (city) degli Stati Uniti d'America, capoluogo della contea di Butte, nello Stato dell'Idaho.